# Bragasellus comasioides
Bragasellus comasioides is een pissebed uit de familie Asellidae. De wetenschappelijke naam van de soort is voor het eerst geldig gepubliceerd in 2004 door Magiez & Brehier.